# Foveon
Foveon, Inc. je společnost, která navrhla, vyrábí a propaguje obrazový snímač Foveon X3. Její název je odvozen od slova fovea, což je žlutá skvrna v oku, kde se soustřeďuje obraz.

## Vznik a historie
V roce 1997 ji založil Dr. Carver Mead, jeden z pionýrů konstrukce počítačových čipů, držitel několika desítek patentů, držitel prestižního ocenění za technologický pokrok National Medal of Technology and Innovation a vítěz prestižní ceny ve výši 500.000 dolarů Lemelson-MIT Prize. Carver vytvořil první čipy inspirované neurony a čipy, které se učí z vlastní zkušenosti. Mezi společnosti, které jeho vynálezy využívají a které založil, patří i Synaptics. Mead zároveň více než 4 desetiletí působil na Kalifornském technologickém institutu jako významný profesor.
Jedním ze spoluzakladatelů je i americký vědec a vynálezce, Richard Francis Lyon, který mimo jiné ještě během prací pro Xerox vynalezl optickou myš.
Krátce po založení se rozběhly práce na zdokonalování Meadových návrhů a jejich komerční využití. Firma Foveon proto spojila své síly i s nejvýznamnějším americkým producentem polovodičových čipů a součástek, společností National Semiconductor.

## Komerční úspěch
Komerčně nejúspěšnějším a zároveň technologicky nejzajímavějším se stal revoluční obrazový snímač Foveon X3 (firmou označovaný také jako direct image sensor - snímač přímého obrazu), který byl navržen jako přímá (dokonalejší) alternativa ke snímači s Bayerovou maskou. Snímač používá diametrálně odlišný princip skladby jednotlivých fotopolí a v důsledku toho dosahuje v mnoha oblastech výrazně lepší výsledky, než masově používané CMOS nebo CCD snímače s Bayerem. Obrazový senzor Foveon X3 se používá v digitálních fotoaparátech, většinou jen značky Sigma. Výjimku tvoří pouze starší Polaroid X530 a speciální snímací zařízení, vyráběné na zakázku (například řada Condor RGB).
Na tuto unikátní technologii a s ní související řešení má společnost Foveon uděleno desítky patentů a patří mezi jedenáct světových výrobců obrazových snímačů.
O úspěchu technologie svědčí i snaha jiných společností v oblasti digitální snímací techniky, např. Canon, které se snaží dohnat krok a tuto technologii napodobit.

## Sloučení
Společnost se na sklonku roku 2008 stala součástí společnosti Sigma, ukončila výzkum a vývoj jiných technologií a tento produkt je od té doby jediný v jejím portfoliu.